# اندیس بلده
بلده یک اندیس فلزی است که در حوالی شهر بلده استان مازندران قرار دارد و مادهٔ معدنی موجود در آن، آهن است.سنگ میزبان این اندیس آهک نازک لایه تا آهک شیلی به ندرت مارنی است و دیرینگی آن به دوران تریاس زیرین می‌رسد. 